# Peregrin Toker
Peregrin Toker (engelsk: Peregrin Took) eller Pippin er en fiktiv person fra J.R.R. Tolkiens Ringenes Herre bøger.
Han er fætter til Meriadoc Brændebuk.
Efter han er vendt hjem, bliver han gift med Diamond af Long Cleeve. De får sammen en søn, der hedder Faramir.
I Peter Jacksons Ringenes Herre-filmtrilogien spilles denne figur af Billy Boyd.